# مأموریت: غیرممکن – روزشمار مرگ
مأموریت: غیرممکن – روزشمار مرگ (به انگلیسی: Mission: Impossible – Dead Reckoning)، یک فیلم آمریکایی در ژانر اکشن جاسوسی به نویسندگی، تهیه‌کنندگی و کارگردانی کریستوفر مک‌کوری است که در سال ۲۰۲۳ اکران شد.  روزشمار مرگ دنباله‌ای بر فیلم مأموریت: غیرممکن - فال‌اوت (۲۰۱۸) محسوب می‌شود و در مجموع هفتمین فیلم از مجموعه فیلم‌های مأموریت غیرممکن به‌شمار می‌رود. بعد از فیلم ملت سرکش و فال‌اوت، این سومین فیلم از این مجموعه است که کریستوفر مک‌کوری آن را کارگردانی کرده که او را تبدیل به نخستین کسی می‌کند که بیش‌تر از یک فیلم این مجموعه را کارگردانی کرده‌است. تام کروز در نقش ایتن هانت نقش خودش را دوباره تکرار کرده و ربکا فرگوسن، وینگ ریمز، سایمون پگ و ونسا کربی هایلی اتول، پام کلمنتیئف، شیا ویگهام و هنری چرنی نیز دیگر بازیگران فیلم هستند.
بعد از موفقیت قسمت ششم در گیشه و در نظر منتقدان، پرونده ساخت قسمت هفتم از ژانویه ۲۰۱۹ باز شد. اعضای جدید بازیگران به زودی اعلام شد و لورن بالفه که آهنگسازی فال‌اوت، را بر عهده داشت، برای ساخت موسیقی فیلم بازگشت. فیلم‌برداری در فوریهٔ ۲۰۲۰ در ایتالیا آغاز شد اما به‌علت همه‌گیری کووید-۱۹ و عواقب آن با تأخیر مواجه شد. مراحل فیلم‌برداری در اواخر همان سال از سر گرفته شد و در سپتامبر ۲۰۲۱ به تمام رسید. نروژ، بریتانیا، ایتالیا و امارات متحده عربی از جمله مکان‌های فیلم‌برداری بودند. این نخستین فیلم این مجموعه پس از مأموریت: غیرممکن ۲ (۲۰۰۰) است که جی. جی. آبرامز در آن دخیل نیست و همچنین نخستین فیلم مجموعه از زمان مأموریت: غیرممکن ۳ (۲۰۰۶) است که توسط شرکت تولیدی بد روبات ساخته نشده‌است. بودجه تخمینی فیلم ۲۹۱ میلیون دلار بوده که یکی از پرهزینه‌ترین فیلم‌های جهان و پرهزینه‌ترین فیلم این مجموعه محسوب می‌شود.
فرش قرمز مأموریت: غیرممکن – روزشمار مرگ ۱۹ ژوئن ۲۰۲۳ در رم برگزار شد و در ۱۲ ژوئیه به‌وسیلهٔ پارامونت پیکچرز در ایالات متحده منتشر شد. این فیلم به خاطر بازی‌هایش، کارگردانی مک‌کواری، سکانس‌های اکشن، تحسین منتقدان را دریافت کرد و با فروش جهانی ۵۶۷ میلیون دلار، به دهمین فیلم پرفروش سال ۲۰۲۳ تبدیل شد، اما به دلیل بودجه گران و رقابت با پدیده فرهنگی «باربنهایمر»، این فیلم در گیشه نا‌امید کننده بود، دنباله‌ای تحت عنوان مأموریت: غیرممکن-روزشمار نهایی در سال ۲۰۲۵ منتشر شد.

## داستان
در آغاز داستان، زیردریایی مخفی و پیشرفته روسی به نام «سواستوپول» با استفاده از کلیدی دو‌تکه به هوش مصنوعی بسیار پیشرفته‌ای به نام «ماهیت» (The Entity) متصل می‌شود. این هوش مصنوعی که توانایی خودآگاهی پیدا کرده، به‌سرعت کنترل زیردریایی را در دست می‌گیرد و خدمه را فریب می‌دهد تا خودشان را با شلیک اژدر نابود کنند. در نتیجه، تمام خدمه کشته می‌شوند و زیردریایی در دریای برینگ غرق می‌شود. این رویداد توجه قدرت‌های بزرگ جهان را جلب می‌کند، چرا که کلید دسترسی به ماهیت می‌تواند ابزار سلطه بر کل شبکه‌های اطلاعاتی، امنیتی و مالی جهان باشد. 
در ادامه، ایتن هانت مأمور IMF برای یافتن یکی از دو تکه کلید، به بیابان «ربع الخالی» سفر می‌کند و آن را از مأمور سابق MI6، «ایلزا فاوست» به‌دست می‌آورد. او برای حفظ امنیت ایلزا، مرگ او را صحنه‌سازی می‌کند تا او از گزند دشمنان مصون بماند. سپس، ایتن به واشینگتن دی‌سی می‌رود و با نفوذ به جلسه‌ای سری با حضور مدیر اطلاعات ملی، «دنلینگر»، و رئیس CIA، «کیتریج»، آنها را وادار به اعتراف می‌کند که جایزه‌ای برای ایلزا تعیین کرده‌اند. او با افشای نیت اصلی خود، یعنی نابود کردن ماهیت، از جلسه می‌گریزد.
ایتن به همراه هم‌تیمی‌های خود، «بن‌جی دان» و «لوتر استیکل»، به فرودگاه بین‌المللی ابوظبی می‌رود تا تکه دوم کلید را بازیابی کند. اما مشخص می‌شود که نسخه موجود جعلی است. در این میان، دختری باهوش و ماهر به نام «گریس»، تکه اول کلید را از ایتن می‌دزدد. هم‌زمان، بن‌جی و لوتر یک بمب جعلی با شمارش معکوس را خنثی می‌کنند. ایتن توسط مأموران CIA تعقیب می‌شود، اما در این میان با دشمن قدیمی‌اش، «گابریل»، مواجه می‌شود؛ فردی که رابط انسانی ماهیت است و با گذشته تاریک ایتن پیوند دارد. با دیدن گابریل، ایتن مأموریت را نیمه‌تمام رها کرده و گروه را پراکنده می‌کند. گریس به رم می‌گریزد، اما دستگیر می‌شود. ایتن او را از دست پلیس، مأموران آمریکایی و زنی قاتل به نام «پاریس» نجات می‌دهد، اما گریس دوباره می‌گریزد و ایتن با گروه خود و ایلزا متحد می‌شود.
ایتن و ایلزا رد گریس را در ونیز می‌گیرند و وارد مهمانی فروشنده اسلحه، «آلانا میتسوپولیس» می‌شوند. آلانا که تکه دوم کلید را در اختیار دارد، گریس را برای سرقت تکه اول استخدام کرده بود و قصد دارد کلید کامل را روز بعد در قطار «اورینت اکسپرس» به خریدار تحویل دهد. گابریل در این مهمانی ظاهر می‌شود و اعلام می‌کند که فردا کلید را به‌دست می‌آورد و یکی از دو زن، یعنی گریس یا ایلزا، خواهد مرد. ایتن تلاش می‌کند تا آلانا را از فروش منصرف کند، اما گابریل و گریس می‌گریزند. ایتن که از سوی ماهیت فریب خورده و ارتباطاتش دست‌کاری شده، به‌جای نجات گریس با پاریس درگیر می‌شود، اما جان او را می‌بخشد. گابریل گریس را بیهوش می‌کند و ایلزا را به قتل می‌رساند. مرگ ایلزا ضربه‌ای روحی شدید به ایتن وارد می‌کند.
لوتر برای دور ماندن از نفوذ ماهیت، تصمیم می‌گیرد موقتاً از مأموریت کناره‌گیری کند و به مکان امنی برود، درحالی‌که از ایتن می‌خواهد گابریل را نکشد تا بتوان از او درباره منشأ ماهیت اطلاعات گرفت. در همین حال، گابریل به قطار سوار می‌شود، خدمه لوکوموتیو را می‌کشد، ترمزها را از کار می‌اندازد و منتظر دیدار با دنلینگر می‌شود. دنلینگر اعتراف می‌کند که ماهیت ابتدا توسط آمریکا ساخته شده و سپس در زیردریایی سواستوپول نصب شده تا سیستم مخفی‌کاری آن را مختل کند. کلید دو‌تکه در واقع قفل یک اتاق مخفی در همان زیردریایی را باز می‌کند که کد منبع ماهیت در آن‌جا قرار دارد. گابریل که حالا این اطلاعات را به‌تنهایی در اختیار دارد، دنلینگر را می‌کشد و پاریس را نیز زخمی می‌کند، چون ماهیت پیش‌بینی کرده که او به ایتن خیانت نخواهد کرد.
در ادامه، گریس خود را به شکل آلانا درمی‌آورد و کلید را نزد کیتریج می‌برد که معلوم می‌شود همان خریدار کلید است. او برای خود 100 میلیون دلار و تضمین امنیت درخواست می‌کند، اما در نهایت پول را منتقل نمی‌کند و کلید را از کیتریج می‌دزدد. ایتن با چتر به قطار می‌پرد تا گریس را نجات دهد، اما گابریل کلید را می‌رباید. آن دو در بالای قطار نبردی سخت می‌کنند و در نهایت گابریل پیش از انفجار پل می‌گریزد. ایتن و گریس با جدا کردن لوکوموتیو قطار، جان مسافران را نجات می‌دهند و درحالی‌که واگن‌ها یکی پس از دیگری سقوط می‌کنند، بالا می‌روند تا توسط پاریس نجات یابند. پاریس قبل از بیهوشی به ایتن می‌گوید کلید به زیردریایی سواستوپول مربوط است. در پایان، گریس به کیتریج می‌گوید که مایل است به IMF بپیوندد و ایتن که موفق شده کلید را در لحظه‌ای حساس از گابریل بدزدد، با بن‌جی ملاقات می‌کند تا مأموریت یافتن سواستوپول و نابودی ماهیت را ادامه دهد.

## بازیگران
- تام کروز در نقش ایتن هانت
- سایمون پگ
- ربکا فرگوسن
- ونسا کربی
- هایلی اتول
- پام کلمنتیئف
- شیا ویگهام
- نیکلاس هولت
- هنری چرنی
- اسای مورالس

## تولید
ژانویه ۲۰۱۹، کروز اعلام کرد که هفتمین و هشتمین فیلم مأموریت غیرممکن به صورت پشت سر هم با مک‌کواری نویسندگی و کارگردانی هر دو فیلم برای اکران در سال‌های ۲۰۲۱ و ۲۰۲۲ ساخته خواهند شد. در فوریه ۲۰۲۱، پارامونت این طرح را خنثی کرد و فیلم به دلیل همه‌گیری کووید-۱۹ و تعطیلی تولید قبل از اکران در سال ۲۰۲۳، با تاخیرهای متعددی روبرو شد. اعضای بازیگران از سپتامبر ۲۰۱۹ تا مارس ۲۰۲۱ معرفی شدند. لورن بالفه، که آهنگسازی موسیقی قسمت قبلی را بر عهده داشت، برای نوازندگی فیلم بازگشت. فیلمبرداری در فوریه ۲۰۲۰ آغاز شد و تا سپتامبر ۲۰۲۱ ادامه داشت. برخلاف سه فیلم قبلی، بد روبات درگیر فیلم نخواهد بود.

## بازخورد

### گیشه
تا ۲۴ سپتامبر ۲۰۲۳، این فیلم ۱۷۲ میلیون دلار در ایالات متحده و کانادا، و ۳۹۶ میلیون دلار در سایر مناطق، به مجموع ۵۶۷ میلیون دلار در سراسر جهان فروش داشته است. ورایتی گزارش داد که با توجه به بودجه هنگفت فیلم، احتمالاً در اکران سینمایی خود سودی نخواهد داشت. ورایتی گزارش داد که با توجه به بودجه هنگفت فیلم، «احتمالاً در اکران سینمایی خود سودی نخواهد داشت».
  بعدها تخمین زد که اگر فروش فیلم از ۶۰۰ میلیون دلار در سراسر جهان عبور نکند، کمپانی سازنده فیلم حدود ۱۰۰ میلیون دلار از دست خواهد داد. در سپتامبر ۲۰۲۳، از طریق پرونده‌های مالیاتی بریتانیا فاش شد که پارامونت در مجموع ۵۷ میلیون پوند (۷۱ میلیون دلار) از پرداخت‌های بیمه کووید ۱۹ مربوط به فیلم دریافت کرده است.

### منتقدان
در وبگاه جمع‌آوری نقد راتن تومیتوز، ٪۹۶ از ۲۹۳ بررسی منتقدان مثبت است، و میانگینِ امتیاز آن ۸/۱۰ است. اجماع این وبگاه چنین می‌نویسد: «با خطرات تهدیدآمیز در جهان و صحنه‌های حماسی به‌منظور مطابقت با عنوان چشمگیر، مأموریت: غیرممکن – روزشمار مرگ قسمت اول ثابت می‌کند این فیلم هنوز هم فرنچایزی است که باید آن را انتخاب کنید.» این فیلم در متاکریتیک که از میانگین وزنی استفاده می‌کند، بر اساس نظر ۶۲ منتقدین امتیاز ۸۱ از ۱۰۰ را کسب کرده که نشان‌گر «تحسین همگانی» است. تماشاگران شرکت‌کننده در نظرسنجی سینماسکور به این فیلم نمرهٔ «A» در مقیاس «A+» تا «F» دادند.
در میان نقدهای مثبت، مارک کرمد از گاردین به فیلم چهار ستاره از پنج ستاره داد و کروز را بابت بازیگریش در فیلم تحسین کرد. او فیلم را به دلیل داستان منسجم و اکشن «هیجان‌انگیز» آن تحسین کرد.
نادین ویتنی از وبگاه The Curb در نقدی ضد و نقیض، از «شتاب آهسته و درهم و برهم» فیلم انتقاد کرد.

## آینده
دنباله مستقیم، مأموریت: غیرممکن-روزشمار نهایی، قرار است در ۲۳ مهٔ ۲۰۲۵، پس از تأخیر ناشی از همه‌گیری کووید-۱۹ منتشر شود. ابتدا اعلام شد که هر دو فیلم، به‌منظور خداحافظی از ایتن هانت  خواهد بود. در ژوئن ۲۰۲۳، مک‌کوری گفت که این مجموعه فعلا به پایان نمی‌رسد و او و کروز در حال توسعه ایده‌هایی برای قسمت‌های آینده هستند. در ژوئیه ۲۰۲۳، در حین تبلیغ برای قسمت اول، کروز به ساختن فیلم‌های بیشتر در این مجموعه علاقه نشان داد.